# František Xaver Naske
František Xaver Naske (2. června 1884, Praha-Nové Město – 22. srpna 1959, Praha) byl český malíř, dekoratér a ilustrátor.

## Život
Pocházel z rodiny pražského obchodníka Františka Naskeho (* 1864) a matky Juliany, roz. Bartové (* 1856). Byl nejstarší ze šesti dětí.
Základní školu navštěvoval v Adamově u Brna. Malbě se učil nejprve u Václava Slabocha a Karla Reisnera. Později studoval Akademii výtvarných umění v Praze, nejprve přípravku u profesora Bohumíra Roubalíka a poté v letech 1901–1907 speciálku u profesora Hanuše Schwaigera. Za obraz komika a kabaretiéra Leopolda Šmída, kterou vystavil v roce 1907 v Rudolfinu, obdržel stipendium, které využil ke studijním cestám do Nizozemí, Belgie a Velká Británie.
Jeho bratr Otto Naske padl v roce 1914 na srbské frontě.
Jeho manželkou byla herečka Růžena Nasková, se kterou se oženil na Smíchově 25. června 1940 (jednalo se o církevní sňatek; v roce 1910 vystoupil z církve, do které se navrátil krátce před svatbou).

## Dílo
Stylově vyšel z akademické malby konce 19. století. Ve dvacátých a třicátých letech 20. století přibývá v jeho malbě barevná a hmotová robustnost.
Maloval portréty významných osobností, především uměleckých kruhů (František Serafínský Procházka, Adolf Zeman, Helena Malířová, Marie Majerová, Jaroslav Hurt, Otto Boleška, Vilém Zítek).
Další oblastí jeho námětů byly žánrové výjevy z velkoměstského a později exotického prostředí. Dále vytvořil řadu dráždivých aktů, které ale dobová kritika odsoudila jako díla, kde „chlípnost nastupuje na místo uměleckého nadšení“.
 Pro svou líbivost měla jeho díla u širokého publika úspěch.

### Obrazy
- Zuzana v lázni, Paridův soud - vystaveno v roce 1918 na výstavě Jednoty umělců výtvarných
- Žena s kanárkem (kolem 1920)
- Mladá dáma s kožešinovým límcem
- Letící anděl
- Koketa dáma, akvarel
- Děvče na břehu
- Natálie Javorská - první stewardka Čsl. aerolinií
- Žena s kytarou
- Růžena Nasková
- Žebroniví muži
- Harém
- Břišní tanečnice

### Grafika
Vytvořil řadu plakátů, užité grafiky, karikatur, knižních obálek a ilustrací. Navrhoval například plakáty a diplomy VIII. všesokolského sletu 1926 nebo II. dělnické olympiády v Praze 1927.

### Další
Navrhoval rovněž kostýmy a masky.